# Orectogyrus conjugens
Orectogyrus conjugens là một loài bọ cánh cứng trong họ van Gyrinidae. Loài này được Régimbart miêu tả khoa học năm 1892.